# Claes Oldenburg
Pour les articles homonymes, voir Oldenburg.
Claes Oldenburg, né le 28 janvier 1929 à Stockholm et mort le 18 juillet 2022 à New York, est un sculpteur américain.
Alors que ses premières œuvres s'inscrivent dans le mouvement dit de l'art éphémère, il est surtout connu pour ses créations ultérieures, des installations monumentales, répliques d'objets du quotidien.
Selon lui, l'objet de son art est de créer un sens sans une implication fixe. Il appartient au mouvement artistique du pop art, ce qui se voit par exemple dans son œuvre la bicyclette ensevelie.

## Biographie

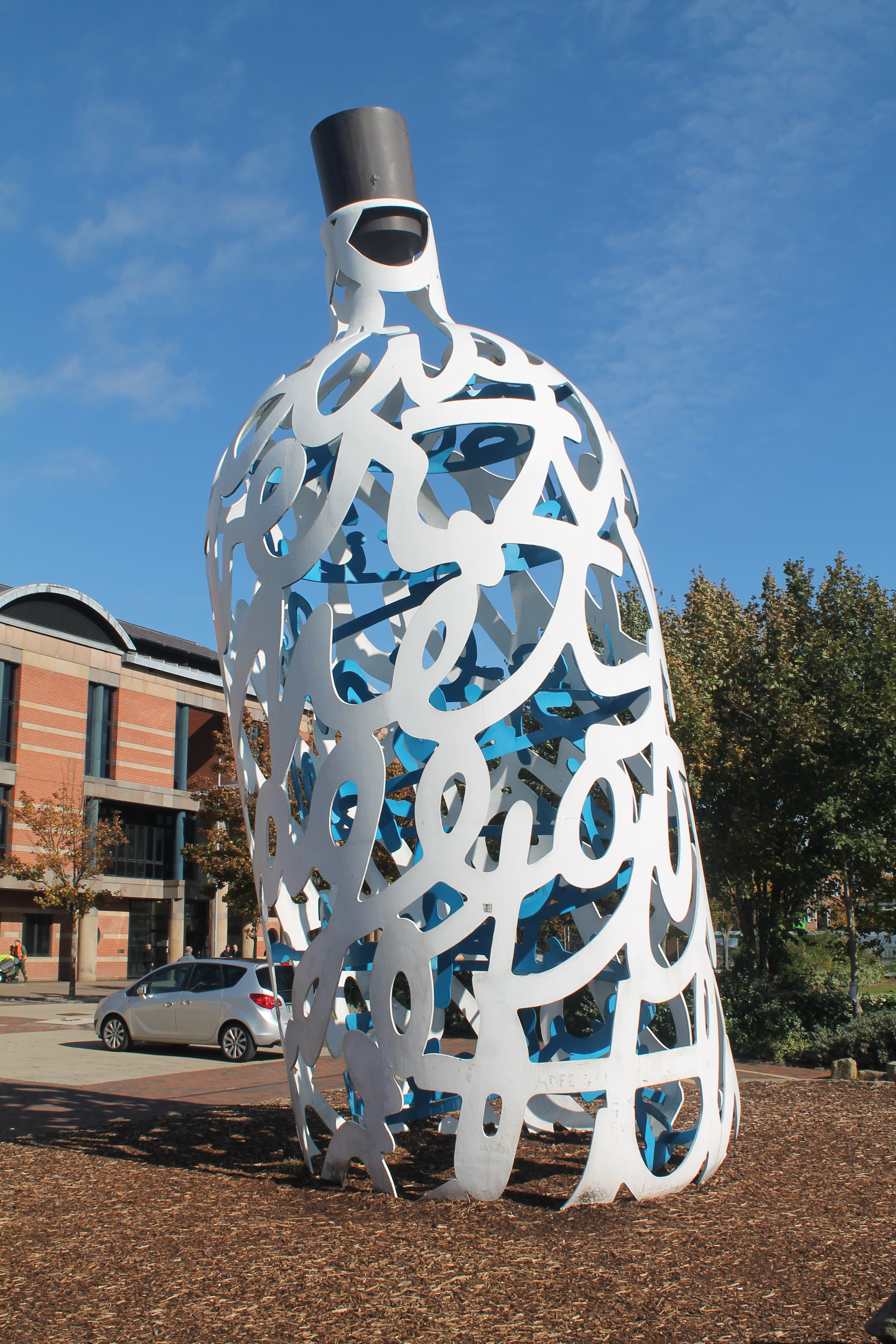
La Bottle O' Notes, sculpture située à Middlesbrough.

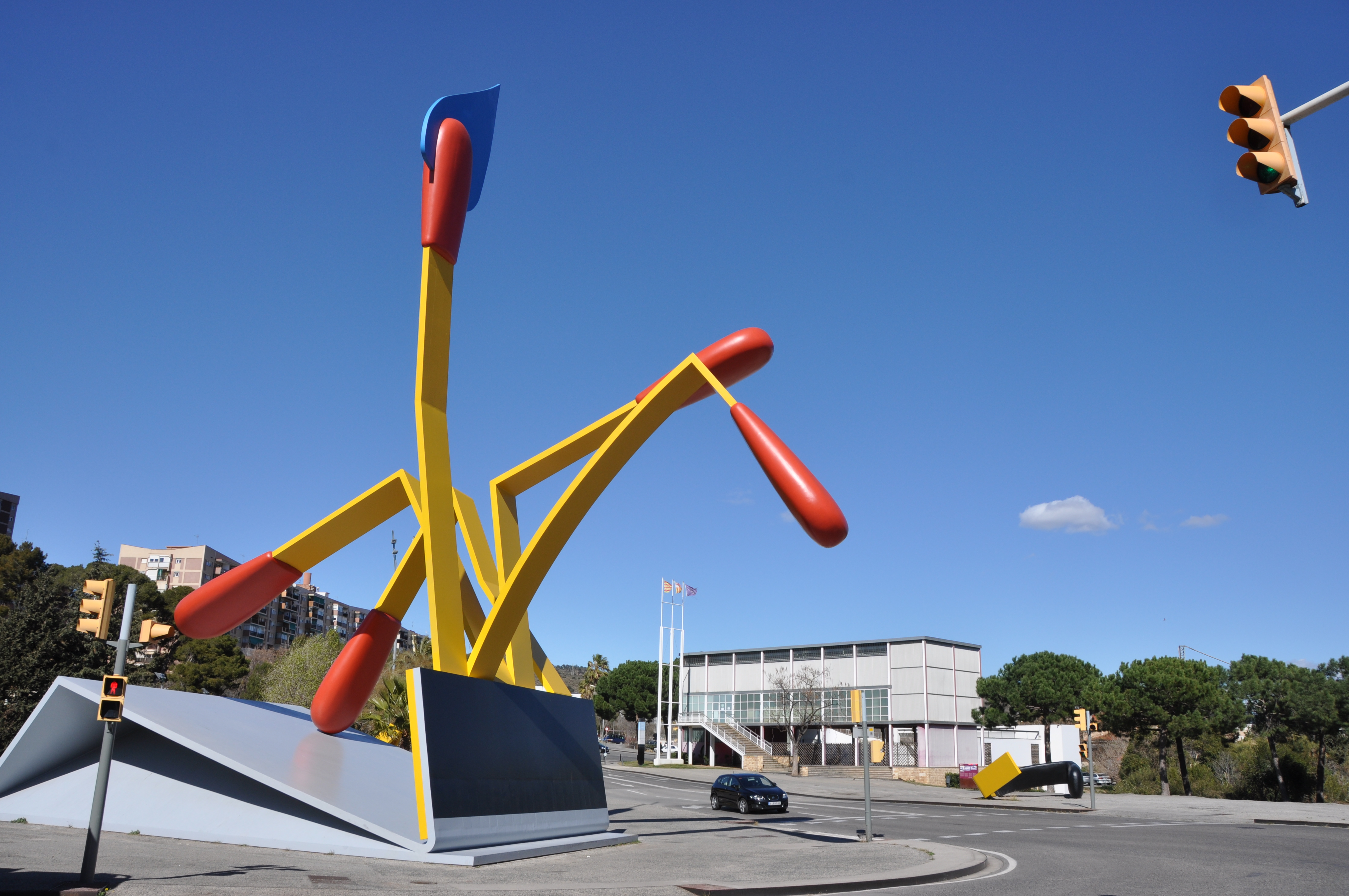
Match cover, une sculpture installée au Vall d'Hebron à Barcelone avec, en arrière-plan, la réplique du pavillon espagnol de l'Exposition Universelle de Paris de 1937.

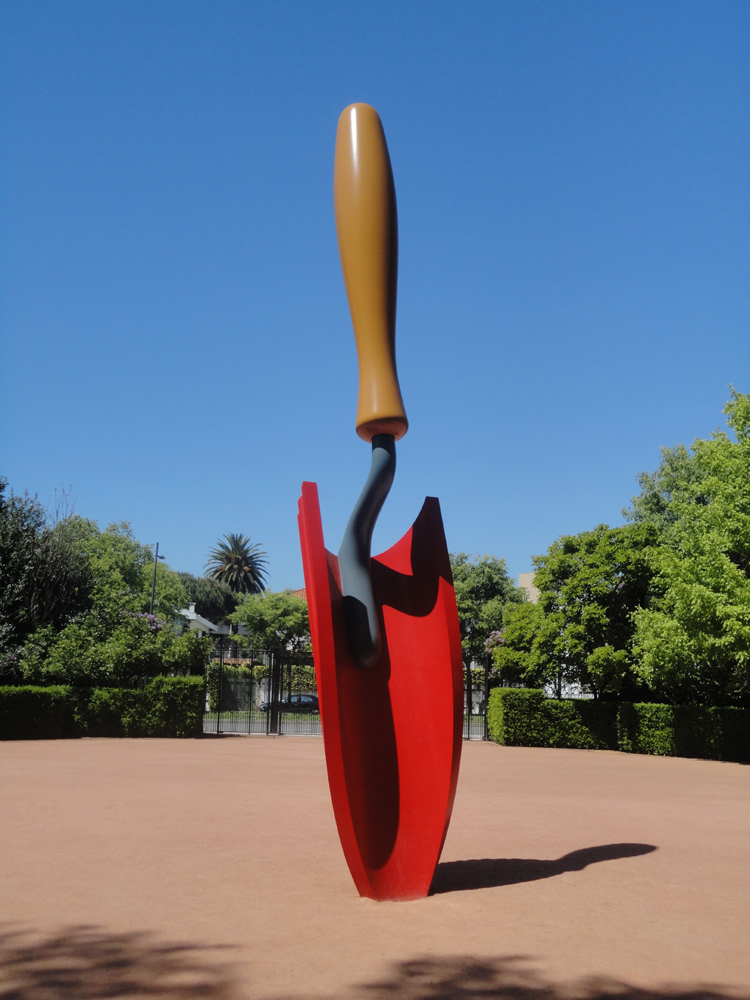
Le Plantoir, une œuvre de Claes Oldenburg et de Coosje van Bruggen, installée en 2001 au Museu Serralves au Portugal.

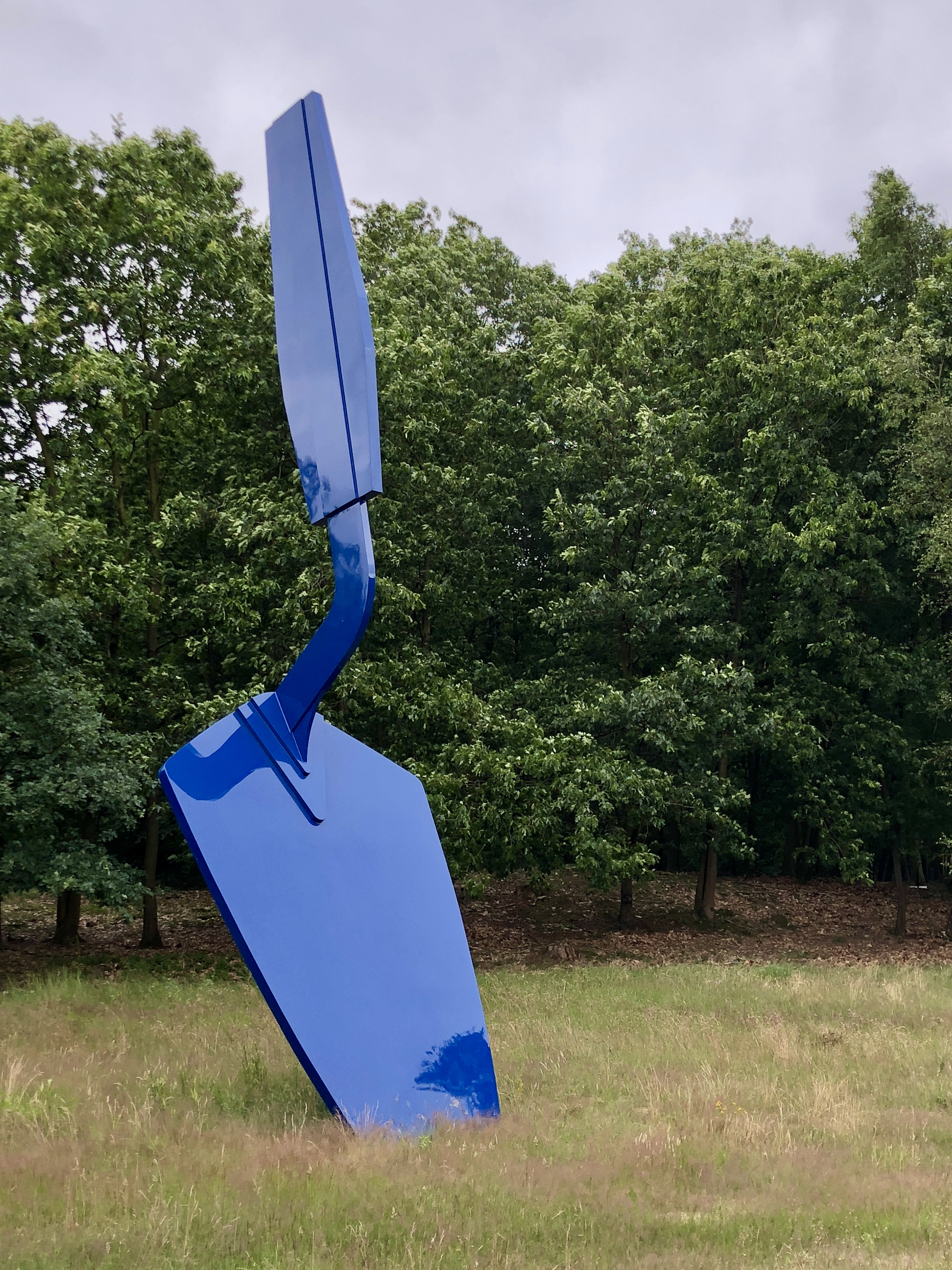
La truelle (Trowel) (1971-1976) par Claes Oldenburg.

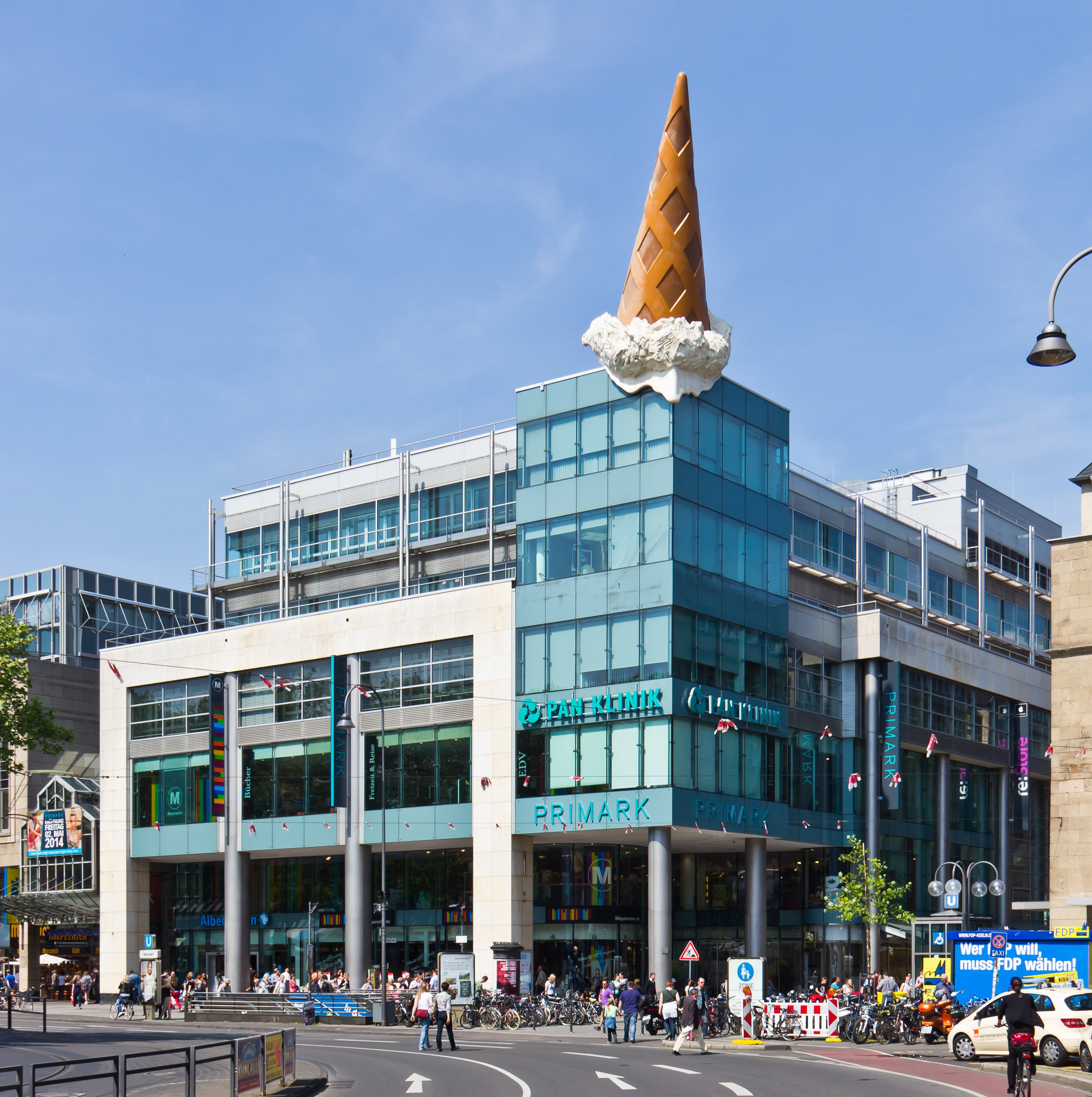
La Neumarkt-Galerie à Cologne avec le cornet de glace renversé (Dropped Cone) par Claes Oldenburg et Coosje van Bruggen.

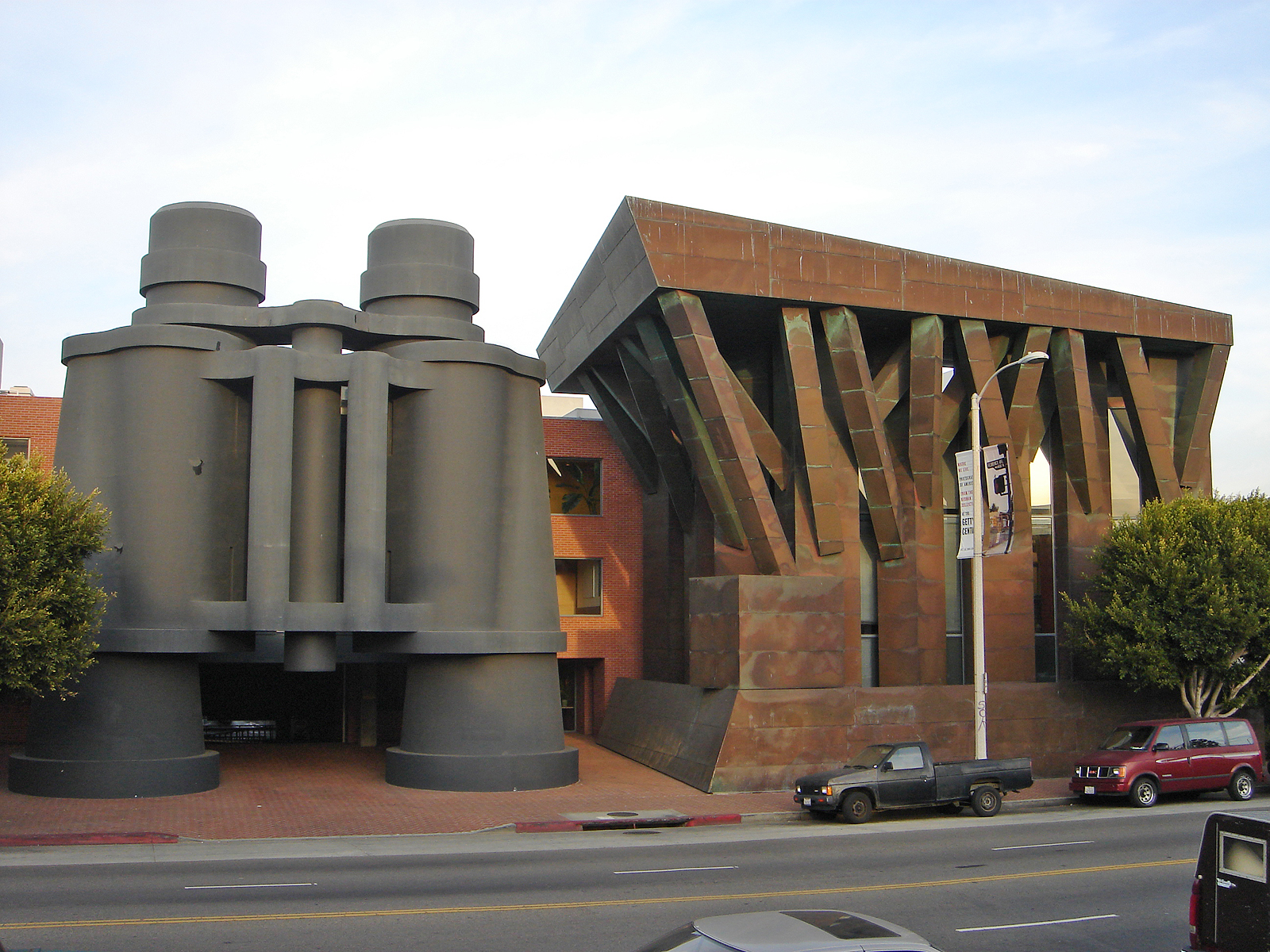
Le Chiat/Day Building à Venice en Californie, avec une partie en forme de paire de jumelles, par l'architecte Frank Gehry en collaboration avec Claes Oldenburg et Coosje van Bruggen.

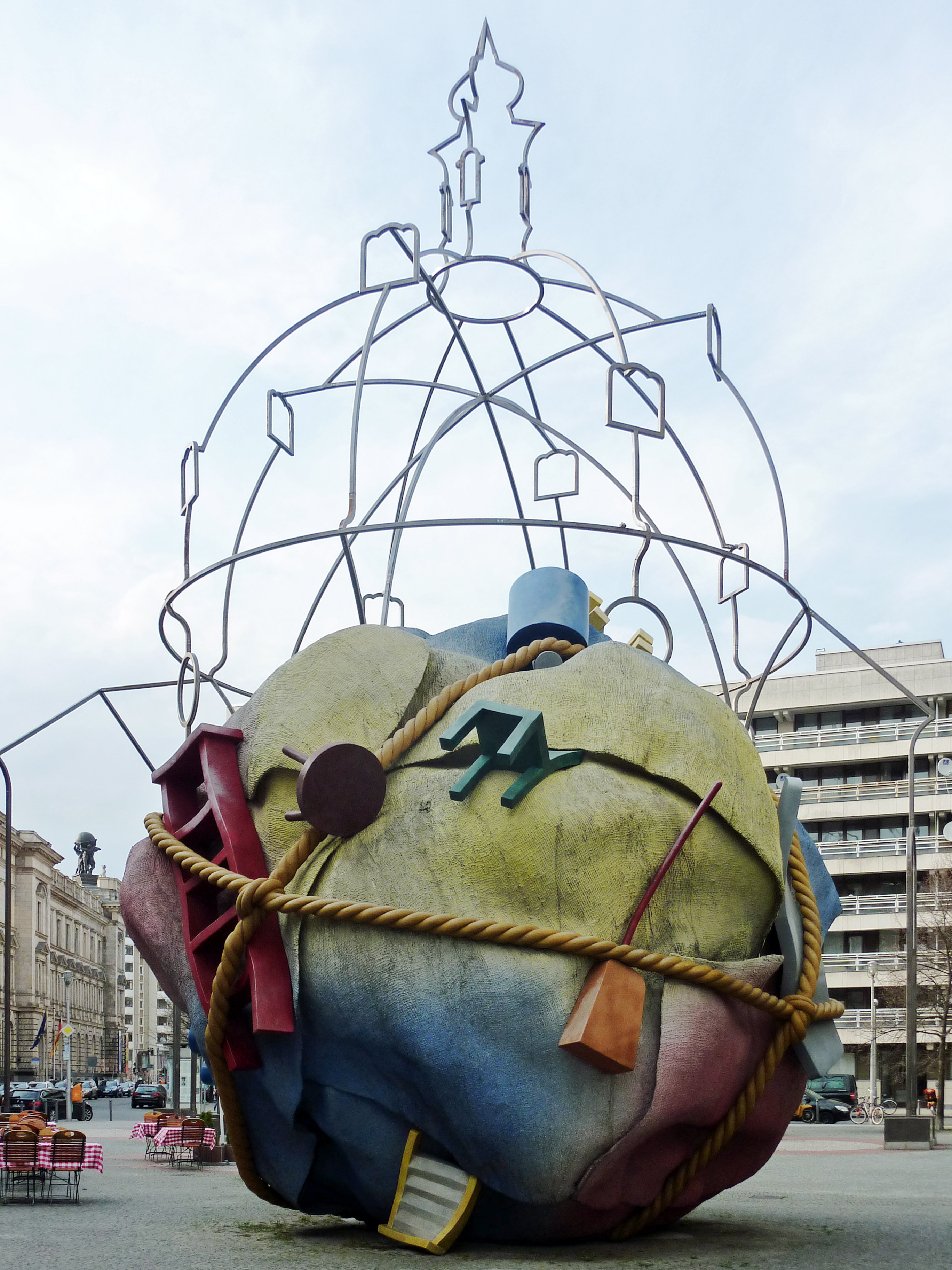
Houseball, sculpture de Claes Oldenburg et Coosje van Bruggen de 1997, installée Bethlehemkirchplatz à Berlin-Mitte en Allemagne.

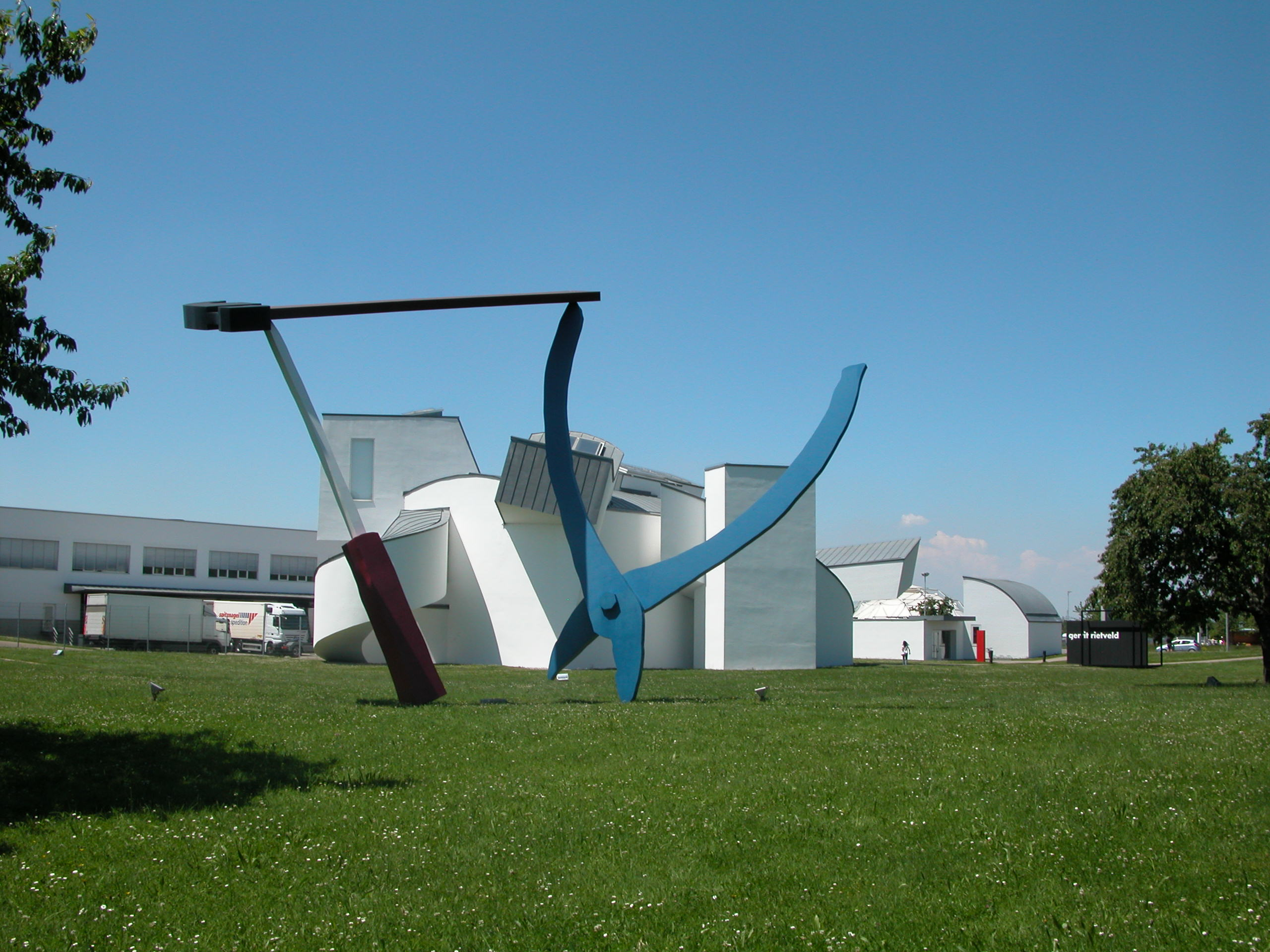
Balancing Tools devant le Vitra Design Museum depuis 1984.

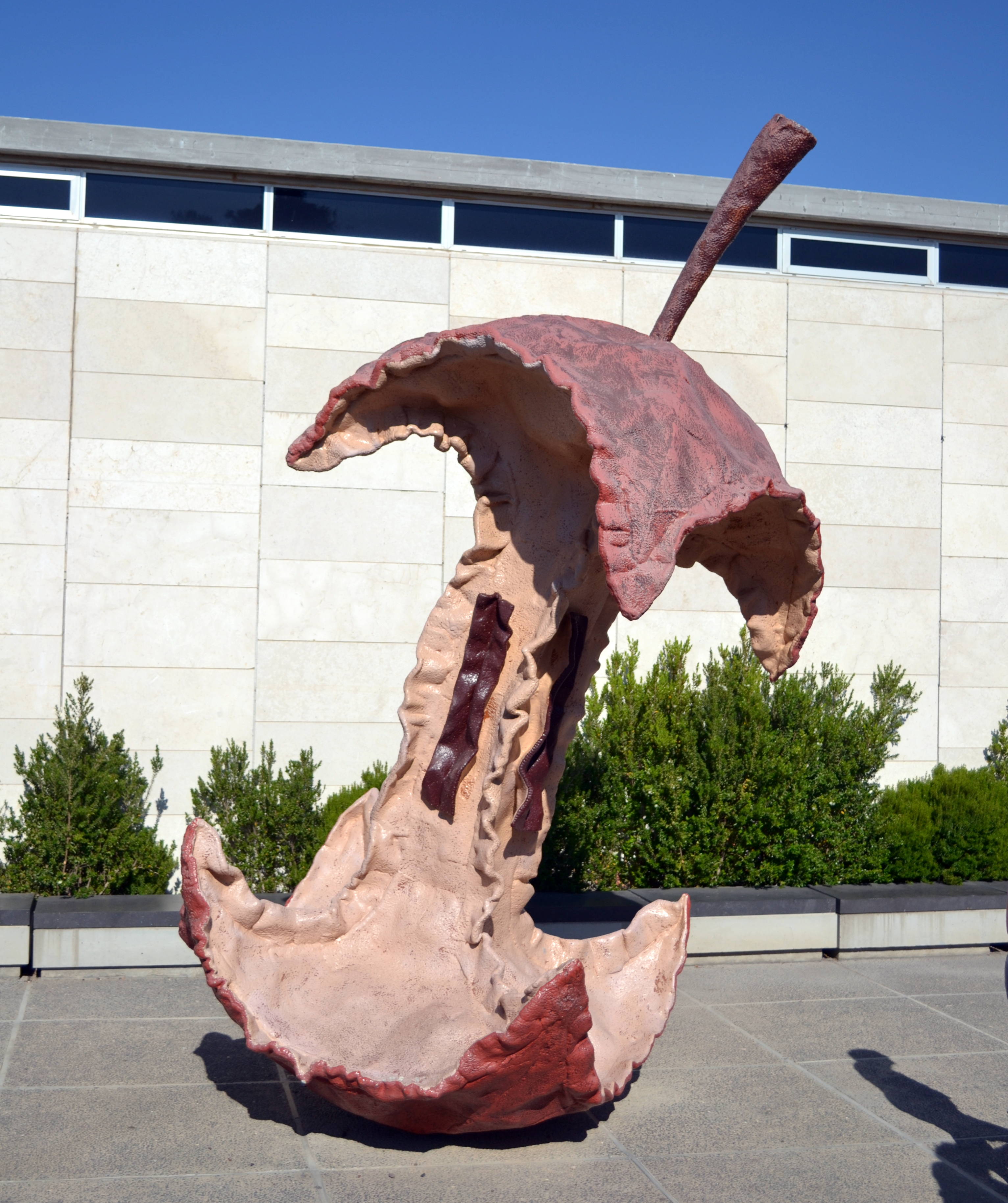
La sculpture Apple Core devant l’Israel Museum.

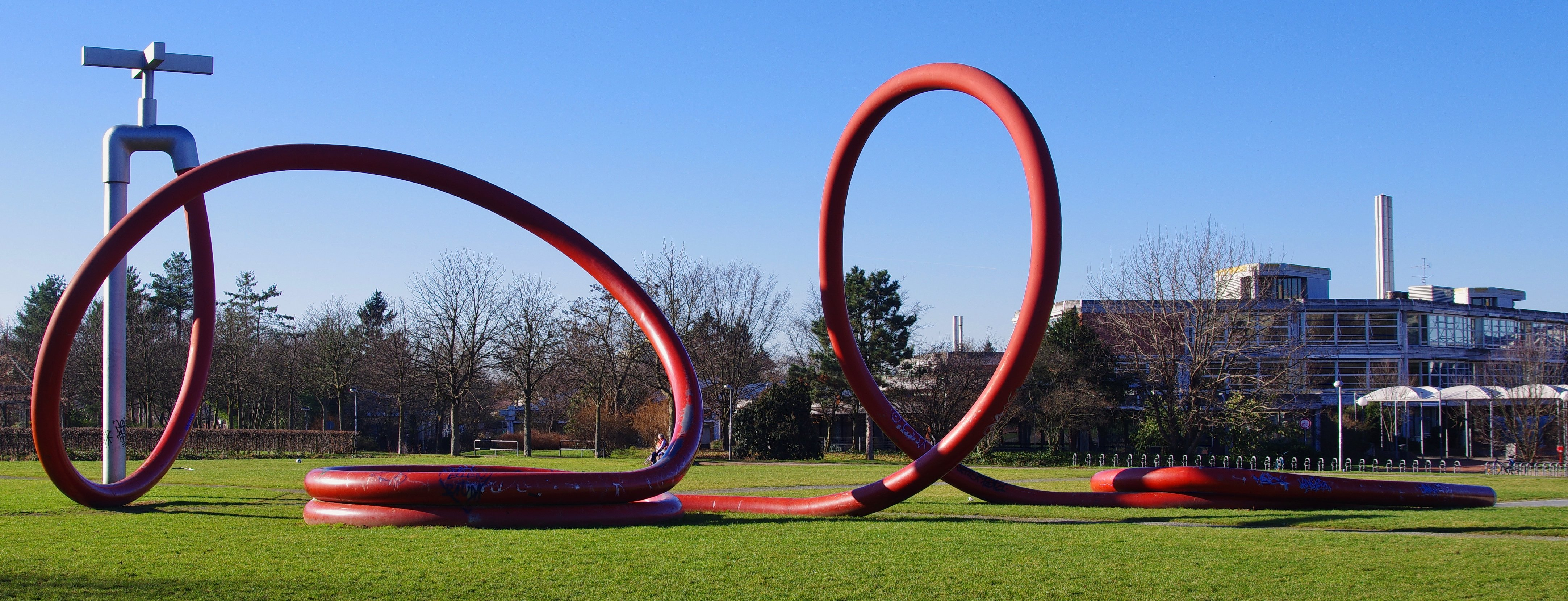
Le tuyau d'arrosage de Claes Oldenburg à Eschholzpark à Fribourg-en-Brisgau.

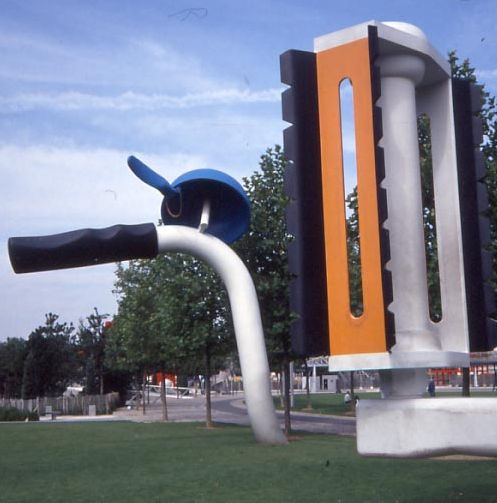
La Bicyclette ensevelie dans le parc de la Vilette à Paris.

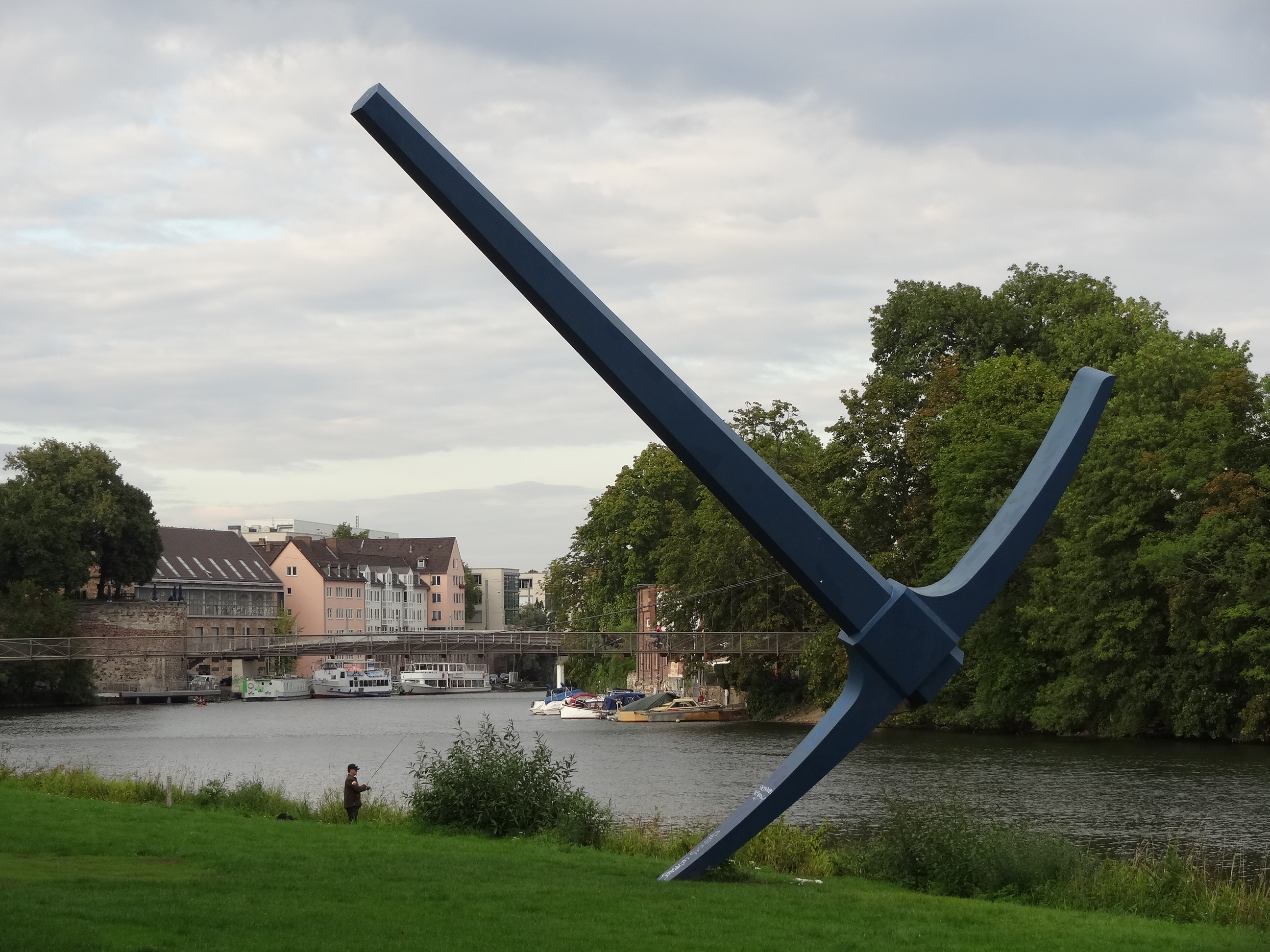
La pioche installée à Cassel.

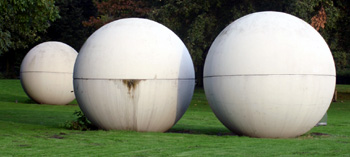
Les boules de billard géantes (1977) par Claes Oldenburg et Coosje van Bruggen à Münster en Allemagne.

Claes Oldenburg est né le 28 janvier 1929. Il est suédois d'origine. Il est le fils d'un diplomate suédois.
Claes Oldenburg étudie l'art et la littérature et fréquente une école pour apprendre à être réalisateur à Yale entre 1946 et 1950 puis fréquente l'Institut d'art de Chicago de 1952 à 1954. En 1953, il est naturalisé citoyen américain. À la fin des années 1950, il part pour New York.
En 1959, il expose à la Judson Gallery, The Street, une série d'objets en carton et papier mâché inspirés par l'environnement urbain. Ses créations, assez fragiles, s'inscrivent alors dans le mouvement dit de l'art éphémère.
À la fin de l’année 1961, l’artiste loue un établissement dans la East Second Street de Manhattan où il inaugure l'installation magasin The Store. En 1962, il y organise des performances. Durant l’été, Oldenburg transforme The Store en un spectacle à la Green Gallery.
Oldenburg réalise son premier monument public en plein air en 1967, Placid Monument Civic.
À partir de 1975, il collabore avec Coosje van Bruggen, une historienne d’art, sculptrice et critique néerlandaise, qu’il épouse en 1977. Il réalise avec elle des œuvres monumentales publiques aux États-Unis et en Europe, qui vont marquer les esprits. Leur première sculpture publique commune en 1981, nommée Flashlight, est la reproduction agrandie d'une torche électrique noire de onze mètres sur le campus de l'université de Las Vegas.

## Style
Contrairement aux grandes figures du pop art comme Andy Warhol, Roy Lichtenstein ou James Rosenquist, les œuvres d'Oldenburg sont des objets du quotidien ou des aliments qui ont été ridiculement agrandis. Cet intérêt permet aux spectateurs de s'intéresser de plus près à des objets que la société utilise constamment, qui fait écho à l'image de la société de consommation (qui est le sujet principal du pop art). En prenant comme exemple Spoonbridge and Cherry, exposé au Minneapolis Sculpture Garden, l'œuvre se présente sous la forme d'une cuillère géante sur lequel repose une cerise faisant office de fontaine. L'agrandissement de l'ustensile et du fruit permet de les observer plus attentivement et ridiculise le contexte de l'œuvre[réf. nécessaire].

## Œuvres
- 1960 : The Street / la rue, au musée Ludwig à Cologne.
- 1961 : Kiss!!
  - Success Plant / Félicitations pour l'avancement, au musée Ludwig, à Cologne.
  - White Shirt with Blue Tie / Chemise blanche et cravate bleue, au musée Ludwig, à Cologne.
  - Green Legs with Shoes / Jambes vertes avec chaussures, au musée Ludwig, à Cologne.
  - Blue Legs/ Jambes bleues, au musée d'art moderne de San Francisco, à San Francisco (Californie).
  - Funeral Heart, au musée d'art moderne de San Francisco, à San Francisco (Californie).
  - Braselette, au Whitney Museum of American Art, à New York.
  - Roastbeef, au Museo di arte moderna e contemporanea di Trento e Rovereto, à Rovereto.
- 1962 :
  - The Stove with Meats, à la Neue Galerie/CollectionLudwig, à Aix-la-Chapelle.
  - Freighter and Sailboat, au musée Solomon R. Guggenheim, à New York.
  - Dixie Cup and Candies, au Hirshhorn Museum and Sculpture Garden, à Washington
  - Glass Case with Pies (Assorted Pies in a Case), à la National Gallery of Art, à Washington
  - Floor Burger, à l'Art Gallery of Ontario, à Toronto.
  - Lingerie Counter, au Ludwig Muzeum, à Budapest.
- 1963 :
  - Soft Typewriter (Ghost Version), au Museum für Moderne Kunst, à Francfort-sur-le-Main.
  - Potato Chips in Bags, aux musées royaux des beaux-arts de Belgique, à Bruxelles.
  - Soft Pay-Telephone, au musée Solomon R. Guggenheim, à New York.
  - Giant BLT (Bacon, Lettuce, and Tomato Sandwich), au Whitney Museum of American Art, à New York.
  - Leopard chair, à la Galerie nationale d'Australie, à Canberra.
- 1964 :
  - Restaurant Objects (Ghost Dinner) / Objets de restaurants (le repas fantômatique), au musée Ludwig, à Cologne.
  - Giant Toothpaste Tube, au Cleveland Museum of Art, à Cleveland (Ohio).
  - Soft Toaster, au Allen Memorial Art Museum, Oberlin College, à Oberlin (Ohio).
- 1965 : Soft Washstand (Ghost version) / Lavabo mou (version tissu), au musée Ludwig, à Cologne.
- 1966 :
  - Bathtub (Hard Model) / Baignoire (version dure), au musée Ludwig, à Cologne.
  - Toilet (Hard Model), au Museum für Moderne Kunst, à Francfort-sur-le-Main.
  - Sculpture in the Form of a Fried Egg, au Museum of Contemporary Art, à Chicago (Missouri).
  - Soft Bathtub (Model), à la Pulitzer Foundation for the Arts, à Saint-Louis (Missouri).
  - Soft Engine for Airflow, Scale 5, au Hirshhorn Museum and Sculpture Garden, à Washington
  - Soft Drainpipe - Red (Hot) Version, à la National Gallery of Art, à Washington
  - Wedding Souvenir, au musée d'art moderne de San Francisco, à San Francisco (Californie).
  - Soft Toilet, au Whitney Museum of American Art, à New York.
  - Baked Potato, à la Addison Gallery of American Art, à Andover (Massachusetts).
  - Baked Potato, au Seattle Art Museum, à Seattle (Washington).
  - Lipstick monument in Piccadilly Circus
- 1966-1967 : Giant Soft Ketchup Bottle with Ketchup, au Norton Simon Museum, à Pasadena (Californie).
- 1967 :
  - Scissors as Monument (Scissors Obelisk, Washington D.C.), au Fred Jones Jr. Museum of Art, University of Oklahoma, à Norman (Oklahoma).
  - Soft Drainpipe - Blue (Cool) Version, à la Tate Gallery, à Londres.
  - Giant Fagends, au Whitney Museum of American Art, à New York.
- 1968 :
  - London Knees, au Château de Montsoreau-Musée d'art contemporain, à Montsoreau.
- 1969 :
  - Miniature soft drum set, à la Galerie nationale d'Australie, à Canberra.
- 1969-1970 : Geometric Mouse II, au Meadows Museum, Southern Methodist University, à Dallas (Texas).
- 1970 :
  - Giant Three-Way Plug, au Detroit Institute of Arts, à Détroit.
  - Giant Three-Way Plug, au Allen Memorial Art Museum, Oberlin College, à Oberlin (Ohio).
  - Giant Three-Way Plug Scale 2/3, à la Tate Gallery, à Londres.
  - Double-Nose/Purse/Punching Bag/Ashtray, à la National Gallery of Art, à Washington
  - Double-Nose/Purse/Punching Bag/Ashtray, au Seattle Art Museum, à Seattle (Washington).
- 1971 :
  - Geometric Mouse: Variation I, Scale A, au Hirshhorn Museum and Sculpture Garden, à Washington
  - Geometric Mouse - Scale C, à la National Gallery of Art, à Washington
  - Geometric Mouse - Scale C, au Seattle Art Museum, à Seattle (Washington).
  - Ice Bag-Scale B, à la National Gallery of Art, à Washington
  - Ice Bag–Scale C, au Whitney Museum of American Art, à New York.
- 1971-1976 : Trowel I, au musée Kröller-Müller, à Otterlo.
- 1972 : The Letter Q as Beach House, with Sailboat, à la National Gallery of Art, à Washington
- 1973 : Standing Mitt with Ball, Half Scale, 6 Feet, à la National Gallery of Art, à Washington
- 1974 : Clothespin Ten Foot, au Virginia Museum of Fine Arts, à Richmond (Virginie).
- 1975 : Alphabet/Good humor, au Detroit Institute of Arts, à Détroit.
- 1976 :
  - Clothespin, au Centre Square Plaza, à Philadelphie (Pennsylvanie).
  - Trowel II, au Donald M. Kendall Sculpture Gardens, siège de l'entreprise PepsiCo, à Purchase (New York).
  - Inverted Q, au Detroit Institute of Arts, à Détroit.
  - Soft Screw, à la National Gallery of Art, à Washington
- 1977 :
  - Batcolumn, au Harold Washington Social Security Center, 600 West Madison Street, à Chicago (Illinois).
  - Chicago Stuffed with Numbers, au Mary and Leigh Block Museum of Art, université Northwestern, à Evanston (Illinois).
  - Typewriter Eraser, au Colby College Museum of Art, à Waterville (Maine).
  - Giant Pool Balls, sur les rives du lac Aasee, à Münster.
- 1979 : Crusoe Umbrella, sur Nollen Plaza, à Des Moines (Iowa).
- 1981 :
  - Flashlight, à l'université du Nevada, à Las Vegas (Nevada).
  - Split Button, au Levy Park de l'université de Pennsylvanie, à Philadelphie (Pennsylvanie).
- 1982 :
  - Hat in Three Stages of Landing, au Sherwood Park, à Salinas (Californie).
  - Spitzhacke (Pickaxe), sur les rives de la Fulda, à Cassel.
- 1983 :
  - Gartenschlauch (Garden Hose), au Stühlinger Park, à Fribourg-en-Brisgau.
  - Screwarch, au musée Boijmans Van Beuningen, à Rotterdam.
  - Cross Section of a Toothbrush with Paste, in a Cup, on a Sink: Portrait of Coosje's Thinking, au Museum Haus Esters, à Krefeld.
- 1984 :
  - Stake Hitch, au Dallas Museum of Art, à Dallas (Texas).
  - Balancing Tools, au siège de l'entreprise Vitra, à Weil-am-Rhein.
- 1985 : Knife Ship I, au musée Solomon R. Guggenheim, à New York.
- 1986 : Toppling Ladder with Spilling Paint, à la Loyola Law School, à Los Angeles (Californie).
- 1988 : Spoonbridge and Cherry (en), au Minneapolis Sculpture Garden du Walker Art Center, à Minneapolis (Minnesota).
- 1989 :
  - Knife Slicing Through Wall, au 817 Hillsdale Avenue, à Los Angeles (Californie).
  - Study for "Profiterole", à la National Gallery of Art, à Washington
  - The broken library au musée d'art moderne de Saint-Étienne (France)
- 1990 :
  - Dropped Bowl with Scattered Slices and Peels, au Metro-Dade Open Space Park, à Miami (Floride).
  - La Bicyclette ensevelie (Buried Bicycle), au parc de la Villette, à Paris.
  - Profiterole, à la National Gallery of Art, à Washington
- 1991 :
  - Monument to the Last Horse, à la Fondation Chinati, à Marfa (Texas).
  - Binoculars, sur Main Street, à Venice (Californie).
  - Free Stamp, au Willard Park, à Cleveland[7].
- 1992 : Mistos (Match Cover), au Vall d'Hebron, à Barcelone.
- 1993 : Bottle of Notes, aux Central Gardens, à Middlesbrough.
- 1994 :
  - Inverted Collar and Tie, sur la Mainzer Landstrasse, à Francfort-sur-le-Main.
  - Shuttlecocks / Volants, au Nelson-Atkins Museum, à Kansas City.
  - N.Y.C. pretzel, au Rijksmuseum Twenthe, à Enschede.
- 1995 : Soft Shuttlecock, au musée Solomon R. Guggenheim, à New York.
- 1996 :
  - Houseball, devant le Mauermuseum, sur la Mauerstrasse, à Berlin.
  - Saw, Sawing, au Tokyo Big Sight, à Tokyo.
  - Torn Notebook, au Madden Garden, de l'université du Nebraska, à Lincoln.
- 1999 :
  - Lion's Tail / Queue de lion (installation provisoire), sur la façade du Museo Correr, place Saint-Marc, à Venise.
  - Architect's Handkerchief, collection privée.
  - Corridor Pin, Blue, collection privée.
  - Shuttlecock/Blueberry Pies I and II, collection privée.
  - Typewriter Eraser, Scale X, à la National Gallery of Art, à Washington.
  - Typewriter Eraser, Scale X, au Seattle Art Museum, à Seattle (Washington).
- 2000 :
  - Ago, Filo e Nodo (Needle, Thread and Knot), sur la piazzale Luigi Cadorna, à Milan.
  - Flying Pins, à l'intersection de la John F. Kennedylaan et de Fellenoord, à Eindhoven.
- 2001 :
  - Dropped Cone, à la Neumarkt Galerie, à Cologne.
  - Plantoir, au Frederik Meijer Gardens & Sculpture Park, à Grand Rapids (Michigan).
- 2002 : Cupid's Span, au Rincon Park, à San Francisco.
- 2006 :
  - Big Sweep, au musée d'art de Denver, à Denver.
  - Spring, sur le Cheonggyecheon, à Séoul.
- 2009 : Tumbling Tacks, au Kistefos-Museet, à Jevnaker.
- 2012 : Apple core, au musée du jardin d'art, à Jérusalem